# 우디 허먼

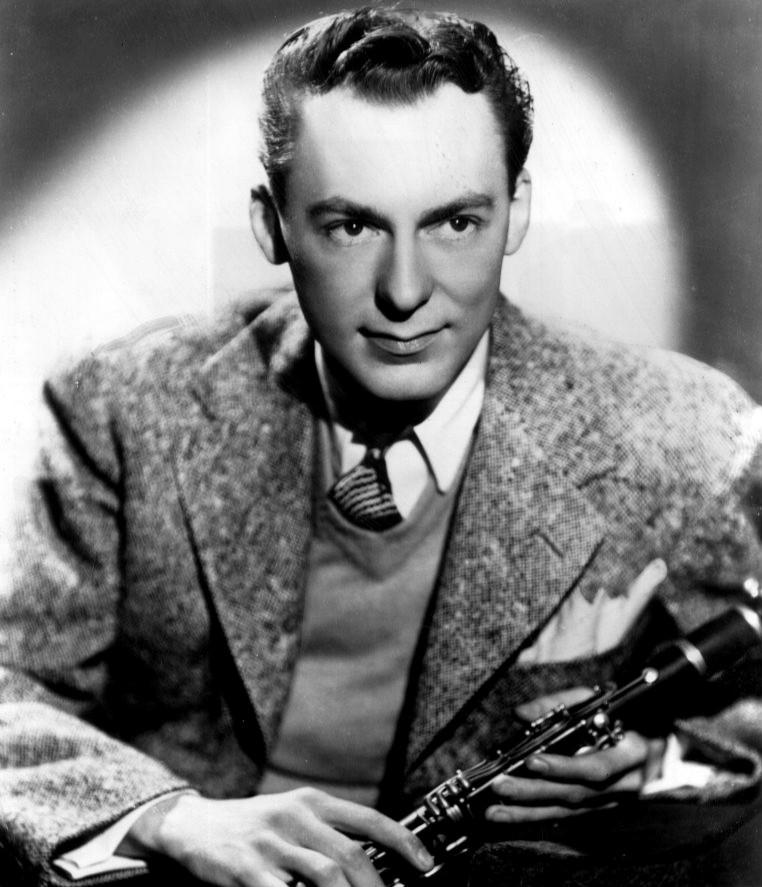

우디 찰스 허먼(Woodrow Charles Herman, 1913년 5월 16일 ~ 1987년 10월 29일)은 미국의 재즈 클라리네티스트, 색소포니스트, 가수, 빅 밴드 리더이다.
1936년에 아이샴 존스 악단을 양도받아 1940년대를 통하여 가장 정력적이며 열광적인 악단으로 발전시켰으며(퍼스트 하드), 쿨 시대에는 스탠 게츠 등을 고용한(세컨드 하드) 일류의 밴드로 군림하였다. 알토 색소폰을 불던 조니 호지스의 영향이 짙다. 제1급의 밴드를 가진 클라리넷 주자이다.
허먼은 1930년대 말에 저명하게 되었으며 1987년 사망할 때까지 활동했다.